# 林文佑
林文佑（1995年8月1日—）為臺灣女子籃球運動員，現效力於台元女籃。林文佑的家中從事養鴨事業，林文佑高一就讀海山高中，在球隊解散後轉學回到永仁高中，歷經兩年球監後在高四替永仁奪冠，就讀中國文化大學時因為與母隊國泰女籃理念不合曾離開球場兩年，期間曾回母校宜蘭光復國小當半年體育代課老師，之後重拾球衣效力台元女籃。第14季WSBL場均出賽11.9分鐘，可挹注3.2分、1.5籃板，第15季WSBL場均表現上升為14分、5.7籃板，獲選年度最佳進步獎。第16季WSBL場均出賽時間從29.7分鐘增加至32.4分鐘，三分球命中率從3成5進步到4成39，場均投進2.5記三分球，位居聯盟第一，罰球命中率也有9成17，得分則從14分進步到17.3分，最終奪得年度MVP、年度第一隊、得分后以及蟬聯年度最佳進步獎。
2019年夏天林文佑攜手劉希曄效力馬來西亞球隊焱鸷參加大马职篮女子联赛（MPLW），最終焱鸷在MPLW决赛中失利，屈居亞軍，而林文佑與劉希曄以及陳鈺君獲選MPLW例行賽最佳外籍球員。

## 外部連結
- 林文佑在fiba.basketball（英语）
- 林文佑在archive.fiba.com（存檔）（英语）
- 林文佑在Eurobasket.com（球員）（英语）